# Opatija
Opatija (udtales [ɔpǎtija]; italiensk: Abbazia; ungarsk: Abbázia) er en badeby ved Kvarnerbugten i Adriaterhavet på halvøen Istrien i det nordvestlige Kroatien ved den Kroatiske Riviera. Byen har ca. 6.650 indbyggere og ligger 14 km vest for Kroatiens tredjestørste by Rijeka. Byen er en af de ældste turistbyer i Kroatien.

## Geografi
Opatija ligger ved Kvarnerbugten ved foden af bjerget Učka med toppen Vojak i 1401 m højde. Opatija ligger 90 km fra Trieste med jernbane og 82 km fra Pula ad landevejen. Det er en populær turistby både sommer og vinter med gennemsnitlige temperaturer på 10 °C om vinteren og 25 °C om sommeren. Opatija er omgivet af skove med Laurbærtræer. Kyststrækningen både nord og syd for Opatija er bjergrig.

## Historie
Området var før romertiden beboet af stammen Liburni i det daværende Illyrien. I romertiden lå der flere patriciervillaer i tilknytning til byen Castrum Laureana, som i dag hedder Lovran.
I 1300-tallet opførtes benediktinerklosteret Sankt Jakob. Det omtales første gang 1453 og omkring det voksede en lille by op. Byen fik navnet, Opatija, som betyder kloster på kroatisk. I dag står Sankt Jakobs kirken (Opatija Svetog Jakova), hvor klosteret tidligere lå.
Turismen i byen begyndte, da den velhavende købmand Iginio Scarpa (1794–1866) fra Rijeka i 1844 opførte sommerboligen Villa Angiolina, som blev opkaldt efter hans kone, der var død i en ung alder. Huset blev omgivet af en park med en bred vifte af eksotiske planter.
Et østrigsk jernbaneselskab åbnede 1873 en jernbane fra Pivka til Rijeka, med stop undervejs i Matulji, kun 5 km fra Opatija. Det fik en afgørende rolle for byen som badeby.
Efter nogle år voksede Opatijas popularitet hos det østrig-ungarske hof og flere prominente personer besøgte byen. I begyndelsen af 1880'erne blev der opført en række store hoteller, kroer, villaer, sommerhuse, sanatorier, pavilloner, svømmebassiner, promenader og parker. Det første hotel, Hotel Quarnero (nu Hotel Kvarner) blev bygget 1884 og året efter opførtes Hotel Imperial, som blev navngivet af den østrig-ungarske kronprinsesse Stephanie.
Heinrich von Littrow stiftede 1886 sejlklubben "Union Yacht Club Quarnero" i Opatija. Det var den første sejlklub ved Adriaterhavet. Den østrig-ungarske regering udnævnte 1889 Opatija til at være den første badeby ved Adriaterhavet. Efter hotellerne var færdige, begyndte opførelsen af villaer til de mere krævende gæster. Den første Villa, "Amalia", blev opført 1890, som et anneks til Hotel Kvarner.
Opatijas første guidebog Abbazia, Idylle von der Adria (Opatija, idyllen ved Adriaterhavet) udkom 1883 i Wien. Samme år udkom Abbazia und seine Umgebung (Opatija og dens omgivelser) af Noe Heinrich, som i 1884 udgav Tagebuch aus Abbazia (Dagbog fra Opatija). Joseph Rable skrev Curort und Seebad Abbazia (Kur- og badebyen Opatija), og endelig skrev Peter von Radics en guidebog, som fik titlen Abbazia (Opatija).
Adelen og mange kronede hoveder og den øvre middelklasse fra hele Europa gjorde byen til en velkendt international badeby. Den 29. marts 1894 var kejser Franz Joseph 1. af Østrig-Ungarn og den tyske kejser Wilhelm 2. i Opatija. Flere aristokratiske gæster var kejserinde Elisabeth af Østrig-Ungarn, den tyske kejserinde Augusta Viktoria, den rumænske kong Carol I. og hans dronning Elisabeth af Wied, den græske konge Georg I, som tillige var dansk prins og søn af den senere danske konge Christian 9., kongen af Sachsen Albert af Sachsen, Arvestorhertug Vilhelm 4. af Luxembourg og Nikola 1. af Montenegro.
Med sin rigdom af arkitektur i den historicisme stil er Opatija det betydeligste eksempel på et fashionabelt badested, og hermed perlen langs den østrigske riviera. Arkitekturen i mange hoteller, kroer og villaer bærer præg af forskellige historiske neo-stilarter med isolerede eksempler på Jugendstil.
Ved århundedeskiftet 1899-1900 var Opatija en af de mest populære badebyer ved Middelhavet. Kejser Franz Joseph 1. opførte en villa, hvor han tilbragte flere måneder hver vinter.
I 1908 blev der oprettet en elektrisk sporvognslinje fra banegården ved Matulji gennem Opatija til Lovran. Samme år påbegyndte man opførelsen af enklere og billigere boliger for at give andre sociale lag mulighed for at holde ferie i byen.
Der var et omfattende program med konkurrencer i svømning, roning, fægtning, pistolskydning og sejlbådsregatta. Der var koncerter og udflugter med dampskib til kystnære byer og større øer.
1912 blev der afholdt en skakturnering i Opatija. Turneringen var tilegnet kongegambit og under turneringen blev der spillet et særligt forsvar Abbazia forsvaret, som blev opkaldt efter byen.
Under 1. verdenskrig blev Hotel Icicii brugt som militærhospital. Her ses billeder fra hospitalet: www.youtube.com
I 1920 blev Opatija overdraget til Italien. To år senere, hvor italiensk fascisme vinder frem, begyndte den italienske regering at tvinge befolkningen til at acceptere italienske normer og traditioner. De fleste af de offentlige stillinger blev tildelt italiensk-talende borgere. Den øverste etage af Villa Amalia blev bygget i 1930, og bygningen blev renoveret for at blive sommerresidens for kongeslægten Huset Savoyen.
I 1947 blev Opatija overdraget til Jugoslavien. De fleste af den italiensktalende befolkning, hvis andel var steget væsentligt i de seneste år, emigrerede til Italien. I 1963 blev Hotel Adriatic opført med Andrija Cicin-Sain som arkitekt. Det var det første nybyggede hotel siden den østrig-ungarske æra. Omtrent på samme tid blev Villa Rosalia ombygget og åbnet som "Casino Rosalia". Det var det første casino i Østeuropa. I 1981 opførtes hotel "Admiral" og marinaen blev færdiggjort.
Efter Jugoslaviens opløsning, blev byen en del af Kroatien.

## Uddannelse
Udover folkeskoler har byen et gymnasium, en handelsskole, en hotel- og turismeskole og en restaurantskole.
Endelig har Rijekas universitet et fakultet i byen for turisme og gæstfrihed.

## Seværdigheder

### Sankt Jakobs kirken (Opatija Svetoga Jakova)
Kirken ligger i parken Park Svetog Jakova eller Sankt Jakobs Park. Den er bygget i 1506 og udvidet i 1937 og står på det samme sted hvor klosteret lå.

### Villa Angiolina
Villa Angiolina blev opført 1844 af Iginio Scarpa. Villaen er nu et museum. Villa Angiolina havde besøg af mange prominente gæster.

### Statuen ”Jomfruen med mågen”
Statuen af Zvonko Car (1956) er nu blevet et symbol for Opatija. Den blev opstillet for at promovere en kunstpavillion.

### Angiolinaparken
Byparken Angiolina har mange eksotiske planter fra hele verden. Parken har været fredet siden 1968. Lige ved siden af Hotel Imperial står statuen Springvandet - Helios og Selena, af den østrigske kunstner Hans Rathautsky fra 1889.

### Strandpromenaden
Der er en 12 km lang promenade langs hele rivieraen fra Volosko gennem Opatija til Lovran. Den blev færdig 1911 og den er opkaldt efter kejser Franz Joseph 1. af Østrig-Ungarn.
Gennem skoven er der en 7 km lang vandresti "Šetalište Carmen Sylve". Vandrestien er opkaldt efter den rumænske dronning Elisabeth af Wied, som mest var kendt under hendes litterære pseudonym "Carmen Sylva".

### Jomfru Maria Bebudelseskirke (Marijina Navještenja)
Den neoromanske kirke med sin markante grønne kuppel, blev opført 1906 med Karl Seidl som arkitekt.

### Blå Flag
I juni 2007 fik flere af Opatijas strande det Blå Flag, som kun gives når fastlagte krav i forbindelse med vandkvalitet, sikkerhed, service og miljøinformation er opfyldt:
- Plaža Slatina: er med næsten 2 ha er Opatijas største strand, og den ligger ved byens centrum.
- Plaža Tomasevac: ligger i nærheden af hotel Ambasador og består dels af sand og dels af stenplateauer.
- Plaža Lido: ligger i nærheden af parken ved Villa Angiolina.

### Slatinagaden med stjerner for de berømte personer
Kroatiens berømte personer har fået en stjerne med deres navn lagt ned i fortovet på Slatina-gaden: Ivo Robić, Janica Kostelić, Dražen Petrović, Krešimir Ćosić, Oliver Dragojević, Miroslav Krleža, Dragutin Tadijanović, Miroslav Radman og Nikola Tesla.

## Sport
I den østlige ende af byen lå Racerbanen Preluk som blev benyttet 1939-1977. Banen var en del af de offentlige veje, som blev spærret af under løbene. Banen var en ud af 12 racerbaner, der i 1977 blev brugt til afviklingen af verdensmesterskaberne i motorcykelrace.

## Filmlokationer
Flere scener til filmen "The Legacy Run"  er blevet optaget i Opatija.

## Bemærkelsesværdige personer

### Bysbørn
- Robert Gerle (1924–2005), amerikansk violinist og musiklærer
- Janez Lenassi (1927–2008), slovensk billedhugger
- Leo Sternbach (1908–2005), amerikansk kemiker, farmaceut og opfinder af valium

### Andre personer med relation til byen
- Theodor Billroth (1829–1894), østrigsk læge (kirurg), døde i Opatija
- Kosta Hakman (1899–1961), bosnisk kunstmaler, døde i Opatija
- Gustav Mahler (1860–1911), østrigsk komponist og dirigent, var flere gange på ferieophold i Opatija
- Franz Graf von Meran (1839–1891), østrigsk adelig, døde i Opatija
- Gyula Szapáry (1832–1905), ungarnsk greve og politiker, døde i Opatija

## Billedgalleri
- Villa Angiolina
- Hotel Kvarner
- Hotel Kvarner (1884) er det ældste hotel i byen
- Hotel Opatija
- Miroslav Krleža statue
- Sankt Jakobs kirken set indefra
- Parkanlægget Sv. Jakov med neobarok marmorbrønd fra 1889
- Villa Amalia
- Kristuskirken
- Opatija ved nattetid

## Søsterbyer
Opatija er søsterby med:
- Castel San Pietro Terme, Italy
- Ilirska Bistrica, Slovenia
- Balatonfüred, Hungary
- Carmagnola, Italy
- Bad Ischl, Austria
- Ferrara, Italy